# Bellingwolde (dorp)
Bellingwolde (Gronings: Ben(ne)wolle of Bennewold) is een dorp van 3.475 inwoners (met inbegrip van de omliggende gehuchten Den Ham, Rhederbrug en Rhederveld) in de gemeente Westerwolde in de Nederlandse provincie Groningen. Het eigenlijke dorp (de buurt Bellingwolde) telde 2.170 inwoners in 2022. Het draagt het karakter van een streekdorp en heeft een lengte van ruim 4 kilometer. Het is een beschermd dorpsgezicht. Tot 1968 was Bellingwolde een zelfstandige gemeente, deze ging op in gemeente Bellingwedde die vervolgens op 1 januari 2018 is opgegaan in gemeente Westerwolde.

## Indeling
Bellingwolde had rond 1800 tien buurtschappen, die ieder een eigen buurtgilde hadden, namelijk van zuid naar noord het Bovenstreekster-, Overeinder-, Loegster-, Middel-, Kerken-, Hofker-, Leedster-, Hamster-, Hamdijkster- en Koudehoekstergilde. Het Loegstergilde was genoemd naar het toenmalige dorpscentrum oftewel het Loug bij de Westerschool; het Hofkergilde was gesitueerd ten noorden van het kerkhof.
Het kerspel Bellingwolde viel samen met het Bellingwolderzijlvest, dat in 1864 opging in het waterschap Reiderland..

## Geschiedenis

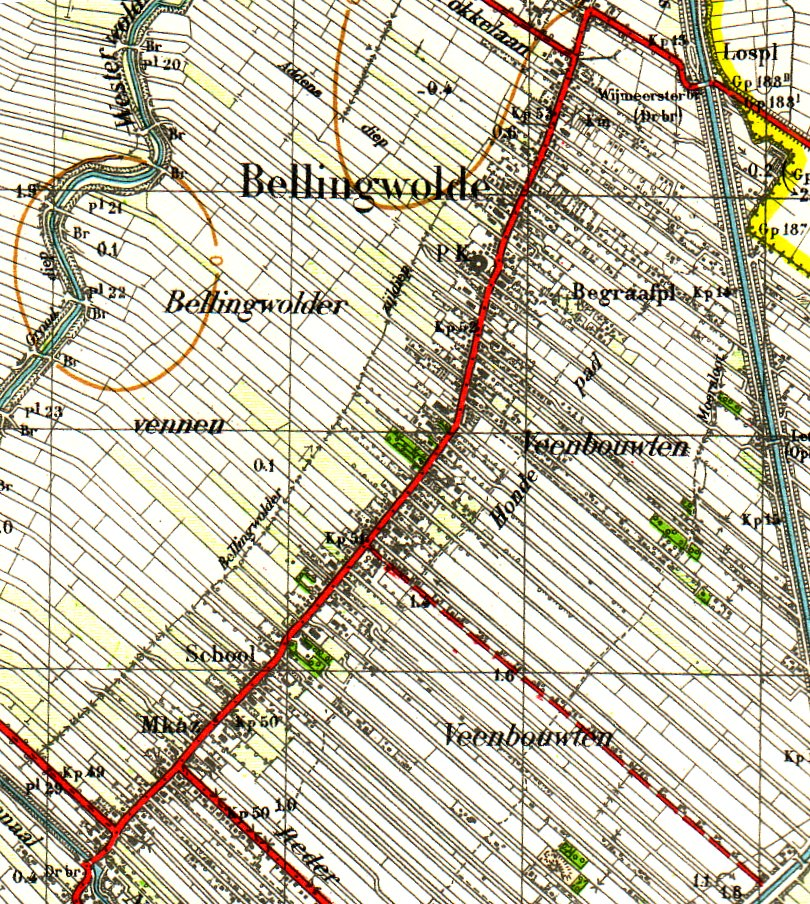
Bellingwolde in 1933. De opstrekkende verkaveling is nog goed zichtbaar

Bellingwolde wordt voor het eerst genoemd in 1397 als een zekere Sybo(l)dus Wiardi de Bellingwalda zich inschrift als student te Erfurt. De naam komt voor als Billinghwold (1469), Bellinckwolt (1470), Bellingewolde (1498), Bellingwolt (1499), Byllingewoldt (1509), Byllynckwolt (1517), Bellinckwolt (1536) en Bellingwolde (1568). Deze naam is kennelijk afgeleid van de persoonsnaam Bille, waaruit de familienaam Billinga is ontstaan met de uitgang -wolde 'moerasbos'.
Bellingwolde is in de middeleeuwen ontstaan als een hoogveenontginning vanaf de rivier de Westerwoldsche Aa. 
De eerste bewoners vestigden zich op een aantal rivierduinen ten oosten van de Olde Ae en nabij het Binnen Zijldiep; op de Kleine Garst, de Garst ten noorden daarvan en mogelijk ook op rivierduinen ten noorden daarvan. In de 12e eeuw begonnen Friese kolonisten met de ontginning van de venen vanaf de rivieroevers, waarbij ze gebruik maakten van het recht van opstrek om hun heerden steeds verder landinwaarts te verlengen. 
De eerste kerk van Bellingwolde, vermoedelijk uit de 13e eeuw, stond in de Bellingwolder Vennen, ongeveer 800 meter ten westen van het huidige dorp, waar zich vroeger de driesprong bevond waar de oude dorpsweg het verlengde van de Heilige Laan kruiste. Deze Oude Weg, die in het verlengde van de Hamweg lag, werd tot de tweede helft van de 18e eeuw gebruikt. 
"Overal treft men … nog in den grond sporen aan dat er vroeger huizen gestaan hebben", schrijven Stratingh en Venema in De Dollard (1855). In 1952 werd bij de Nieuwlandseweg een steenhuis opgegraven dat ooit vlakbij de rivierduinen moet zijn gebouwd. Mogelijk is dit het hues to Billinge dat volgens de kroniek van Sicke Benninge in 1438 door de stad Groningen werd gesloopt. Latere auteurs noemen dit het steenhuis te Billingewolde, eigendom van hoofdeling Eppo Gockinga, wiens kasteel te Zuidbroek eveneens werd veroverd. De restanten van het steenhuis werden Stapelberg genoemd en waren in de 16e eeuw in handen van landrechter Lupko Doelens en zijn zoon Eggerik Lupkes. Iets noordoostelijker, ten noorden van de driesprong tussen de Heilige Laan en de Oude Weg is op basis van luchtfoto's nog een tweede steenhuis gelokaliseerd. In 1823 werden in de Binnenlanden bij Hamdijk zware fundamenten gevonden, waarvan men eveneens meende dat dit het steenhuis de Gockinga's zou kunnen zijn. Bij De Lethe bevond zich rond 1600 het herenhuis van de rechtersfamilie Prenger; twee zoons gingen door huwelijken tot de Westfaalse adel behoren. 
De dorpskern van Bellingwolde verhuisde vanwege de voortdurende inklinking van de grond en toenemende wateroverlast omstreeks de 15e eeuw naar de flanken van de Veenbouwten, een hogere dekzandrug aan de rand van het hoogveen dat deel uitmaakte van het Bourtangermoeras. De huidige Magnuskerk dateert uit het midden van de 15e eeuw. Het oude kerkterrein bleef vermoedelijk – net als in Vriescheloo – achter op de kwelders als een veenbult die later werd afgegraven. De ligging van de kerk bleef lang in het ongewisse. De veldnaam 'Oude Kerkhof' leidde echter in 2015 naar een venige laagte waar baksteenpuin en mortelresten werden gevonden die de plek markeren.
Bellingwolde hoorde aanvankelijk bij Reiderland, maar door het oprukken van de Dollard verdween deze streek voor een deel in de golven. Winschoten, Heiligerlee, Westerlee en Beerta werden bij het Oldambt gevoegd, Bellingwolde en Blijham bij Westerwolde. Ook het verdronken kerkdorp Houwingaham met de nederzettingen Hamdijk en Den Ham of Nye ham ging tot Bellingwolde behoren.
Het dorpslint scheidde voortaan de Dollardklei (de Bellingwolder Vennen) van het achterliggende hoogveen, dat vanuit Bellingwolde verder werd ontgonnen. Hier ontstonden dochternederzettingen als De Lethe, Veendijk en Rhederbrug. Vanuit Bellingwolde werd vervolgens weer land gewonnen op de Dollard, waarvan de (verdwenen) opstrekkende verkaveling getuigt. Omdat de Westerwolde Aa inmiddels een nieuwe loop had genomen, moest men in het kweldergebied nieuwe sloten graven, waardoor de verkaveling een knik ging vertonen. De heerden waren kilometers lang en strekten zich uit vanaf het hoogveen via de Veenbouwten en de Vennen tot in de Nieuwe Landen aan de overzijde van de rivier.
In 1482 wordt het dorp Billinghewolde genoemd wanneer de Addinga's hun gezag over het gebied overdragen aan de bisschop van Münster. De heerlijkheid Bellingwolde en Blijham cum annexis kwam samen met Westerwolde na 1530 in handen van hoge ambtenaren en hun nakomelingen. De nakomelingen van stadhouder Jan van Ligne, graaf van Aremberg, verkochten het hele gebied in 1617 aan de doopsgezinde koopman Willem van Hove, die van plan was de uitgestrekte kwelders te bedijken. Als partijganger van Oldebarneveldt moest Van Hove echter naar het Friedrichstadt vluchten; de inwoners van Westerwolde weigerden hem als landsheer te huldigen. De stad Groningen kocht Westerwolde en Bellingwolde in 1619, mede om nieuw polderland te winnen. In de nieuwe polders verrezen de vestingen Booneschans (1589), Oudeschans (1593) en Langeakkerschans (1628), de laatste deels op Oost-Fries gebied.
Kerkelijk vielen Bellingwolde en Blijham vanouds onder het bisdom Osnabrück, de bevolking was in de zestiende eeuw overwegend protestant. Na de Reductie van Groningen in 1594 werden de dorpen bij de hervormde classis Oldambt gerekend. Bellingwolde was een uitgestrekt dorp en had lange tijd twee predikanten. De 'oudste' pastorie stond schuin tegenover de kerk, de 'jongste' pastorie ten zuiden daarvan. De heerlijkheid kende vrijwel geen religieuze minderheden. Wel verrezen in de achttiende eeuw te Winschoterzijl een katholieke en een lutherse kerk, die vooral door gelovigen uit Winschoten werden bezocht.
Bestuurlijk rekende men de heerlijkheid Bellingwolde en Blijham bij de Generaliteitslanden; het gebied werd samen met Westerwolde namens de stad Groningen bestuurd door de drost van Wedde. In Bellingwolde en Blijham bleef echter het oud-Friese landrecht van het Reiderland uit 1471 gelden. De heerlijkheid had een eigen rechthuis in Bellingwolde dat mogelijk uit 1456 dateerde en in 1643 werd vernieuwd. Bellingwolde en Blijham hadden tevens een eigen landrechter. De vestingen Oude- en Nieuweschans vielen  onder het gezag van de Staten van Friesland, die samen met Groningen de vestingwerken en het garnizoen financierden.
Sinds de negentiende eeuw rekende men Bellingwolde ook wel tot het Oldambt vanwege de grote kleiboerderijen en de scherpe tegenstellingen tussen herenboeren en landarbeiders. De vruchtbare kleigronden vormden de basis voor de groei van de welvaart van de boerenstand. De grote akkerbouwbedrijven op de klei profiteerden van de hoge graanprijzen tussen 1850 en 1875. Van de vroegere boerenwelvaart getuigen een aantal grote, meest vervallen herenboerderijen. In diezelfde tijd groeide het dorp naar het zuiden. Tegenover de (deels) welvarende boerenstand stonden de verarmde arbeiders en kleine boeren; de spanningen tussen de bevolkingsgroepen leidden onder andere in 1892 tot een oproer, dat mede met behulp van politietroepen werd onderdrukt. In het interbellum kwam het tweemaal tot langdurige stakingen.
Het dorp Bellingwolde had lange tijd twee basisscholen. De kerspelschool bij het kerkhof is vermoedelijk al voor 1500 gesticht; deze werd later Hofkesschool of Oosterschool genoemd. De schoolmeester was tevens koster en organist van de hervormde kerk. De school in het Westeinde of Westerschool is gesticht als een particuliere bijschool en bestond al in 1799. Het gebouw werd in 1843 vernieuwd. De school was sindsdien verbonden met een Franse school en aanvankelijk ook een kostschool. Daarnaast waren er rond 1800 nog een of twee bijschooltjes.
In 1928 werd het waterschap Bellingwolderveen opgericht. In 1961 ging dit op in het waterschap Westerwolde. De tegenwoordige beheerder van het gebied is Hunze en Aa's.

## Voorzieningen en economie
Na de Tweede Wereldoorlog nam het belang van de landbouw af. De mechanisatie zorgde voor een sterke uitstoot van arbeidskrachten. Het landschap werd ingrijpend veranderd door de ruilverkavelingen in de jaren zestig en zeventig, waardoor de opstrekkende verkaveling verdween. Het dorp kreeg meer het karakter van een forenzendorp en door de toegenomen mobiliteit gingen er zich mensen vestigen die zich aangetrokken voelden tot het karakter van het dorp. Ook ontwikkelt het dorp zich in toeristische zin.

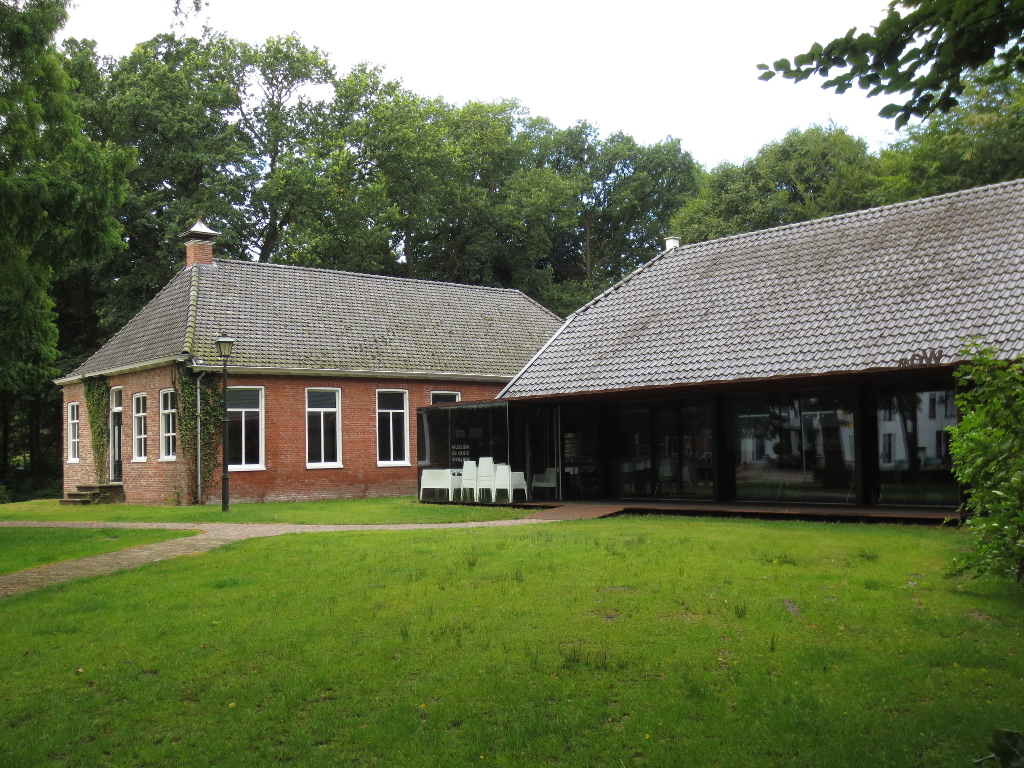
Het Museum de Oude Wolden is gelegen aan de Hoofdweg

Vanaf de jaren 80 van de twintigste eeuw zijn bossen aangelegd. Het gebied langs het Veendiep, dat pal ten zuiden van het dorp loopt, maakt deel uit van de ecologische hoofdstructuur van Nederland. Hier langs liggen vrijliggende fietspaden. Door het dorp loopt de LF-route 9: De NAP-route en de grensoverschrijdende fietsroute de United Countries Tour. Langs de oostzijde van het dorp loopt een gedeelte van het bij wandelaars bekende "Noaberpad", een wandelroute van Bad Nieuweschans naar Emmerik (Duitsland).
Het Museum de Oude Wolden is een kunstmuseum met wisselende tentoonstellingen en permanent werken van de magische realist Lodewijk Bruckman.
Bellingwolde heeft verschillende instellingen voor onderwijs: de openbare basisschool De Oosterschool, de openbare basisschool De Westerschool en de christelijke basisschool De Wegwijzer bevinden zich in het dorp zelf. In het gehucht Rhederbrug dat tegen het dorp aan ligt en onder Bellingwolde valt, ligt de openbare basisschool Rhederbrug.
Bellingwolde heeft een sportpark, het H. Kemperpark, dat is geopend in 1955. Er zijn veel verschillende naaldbomen aangeplant en het wordt daarom ook wel arboretum genoemd. Naast het sportpark ligt het zwembad en een camping. Ook is er in het dorp een multifunctioneel zalencentrum aanwezig, genaamd De Meet, dat beschikt over een sporthal, podia en diverse zalen met horecafaciliteiten.

## Monumenten
- Het dorpsgezicht, Rijksbeschermd gezicht Bellingwolde
- De Protestantse, vroeger Nederlands-hervormde, Magnuskerk is een gotische kerk, oorspronkelijk gewijd aan Sint-Jacobus, uit de zestiende eeuw (1527) met een vrijstaande toren (uit 1720) waarin zich twee historische luidklokken bevinden die gegoten zijn in 1697.
- In het Rechthuis uit 1643, werd tot 1811 recht gesproken. De rechter zelf woonde vanaf ca. 1716 op de Rigtersborg (Hoofdweg 109, afgebrand in 1943). Op een kaart van Cornelis Adgerus uit 1587 staat halverwege de kerken van Bellingwolde en Vriescheloo een 'Rechters huys' ingetekend,  wat mogelijk de voorganger van deze woning was.
- Veldkamp's Meuln is een stellingmolen voor het malen van graan uit 1855.
- In het dorp bevinden zich verschillende monumentale boerderijen en herenhuizen.

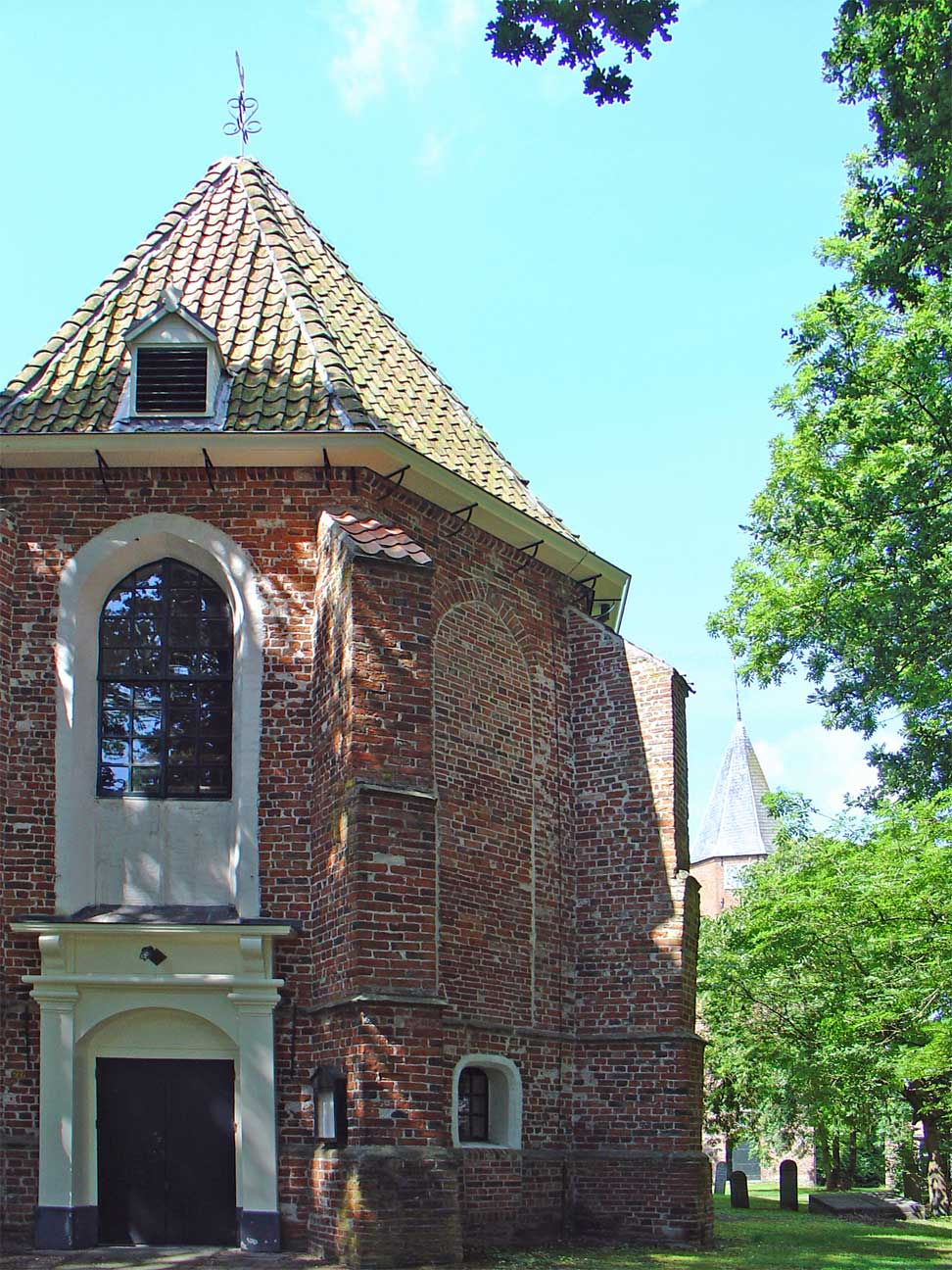
De Magnuskerk van Bellingwolde met op de achtergrond de vrijstaande klokkentoren
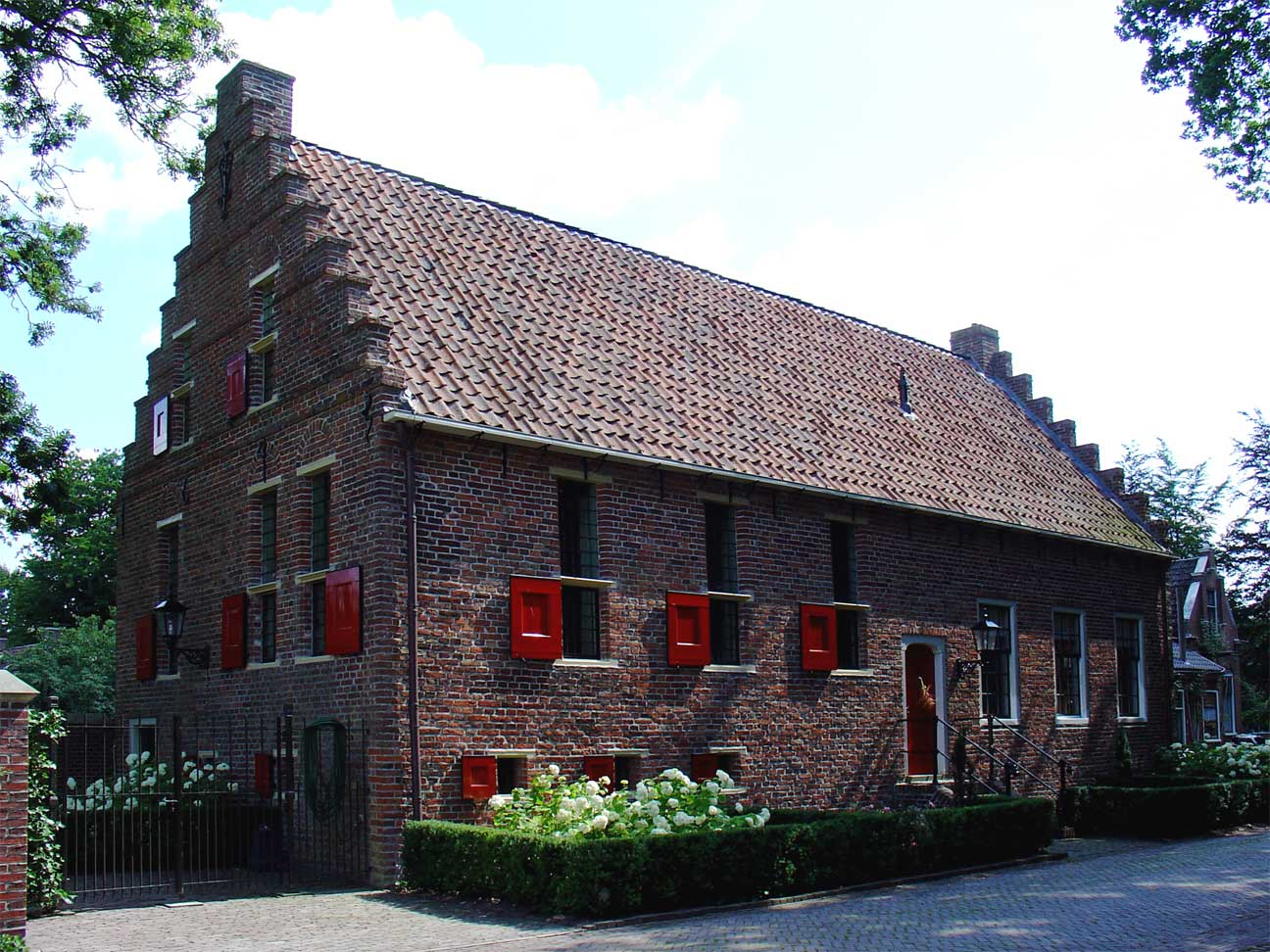
Het rechthuis uit de 17e eeuw
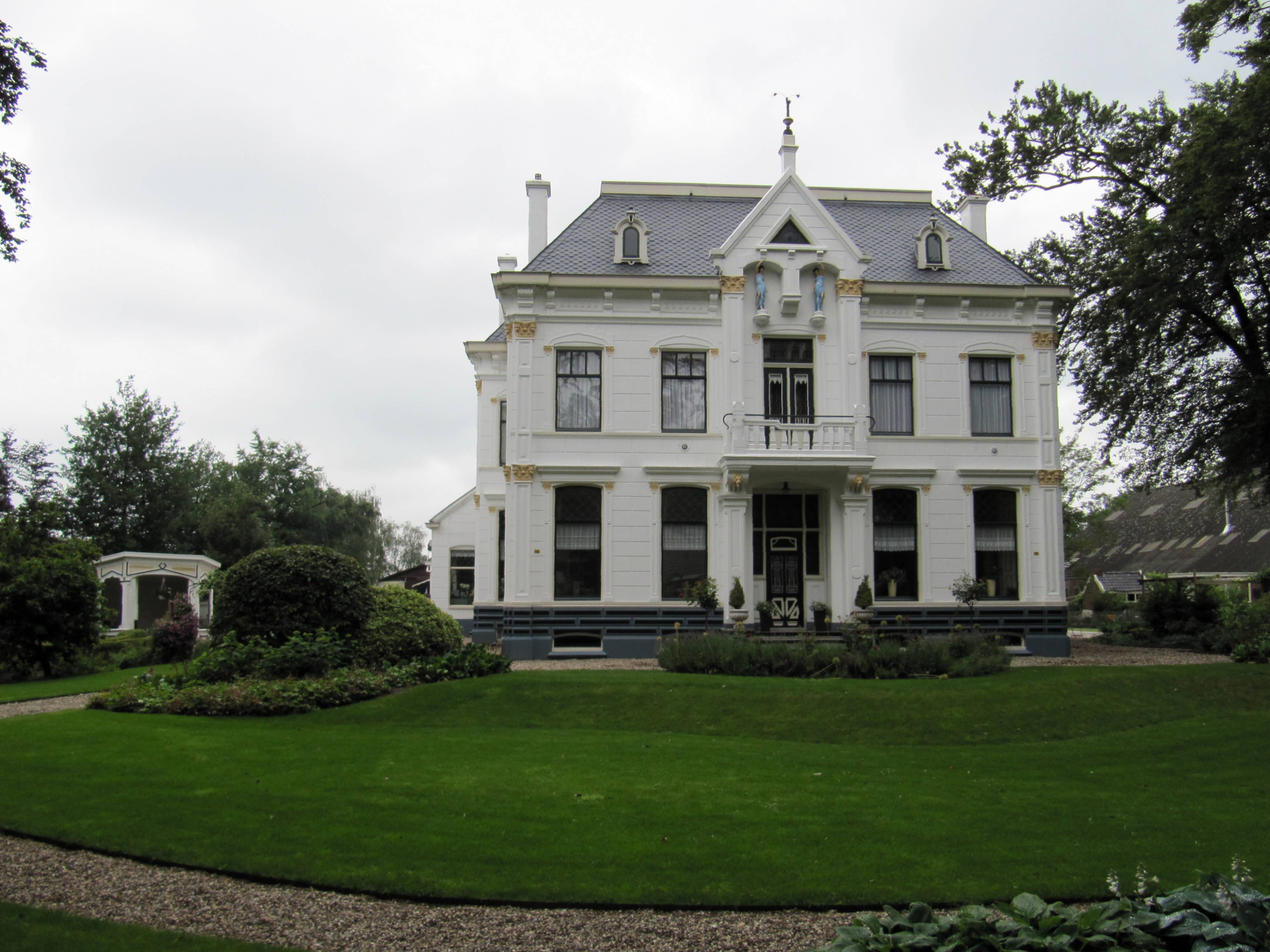
Een van de kapitale boerenwoningen (1906) aan de Hoofdweg

## Verbindingen

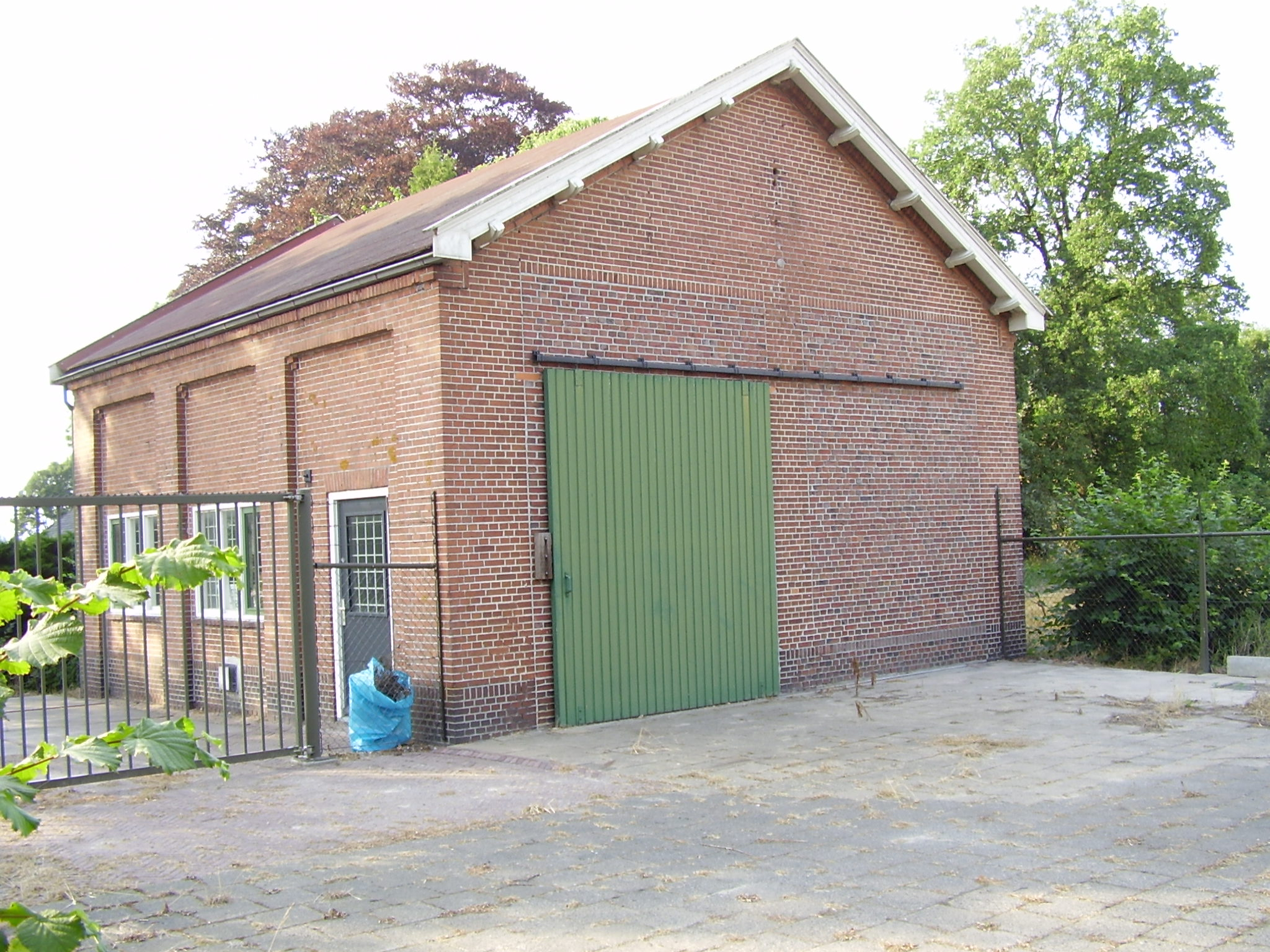
Voormalige remise van de OG aan de Oudeschanskerweg in Bellingwolde

Te water is Zuid-Bellingwolde bereikbaar via het veendiep, die verbinding geeft met de Westerwoldse Aa. In 1911 kwam daar het B.L. Tijdenskanaal waar bij Rhederbug en in het uiterste noorden van het dorp losplaatsen kwamen. Beide kanalen zijn aan het begin van de eenentwintigste eeuw alleen in gebruik bij de pleziervaart.
In 1900 opende de trammaatschappij Winschoten-Bellingwolde haar paardentramlijn tussen deze twee plaatsen. De lijn kwam in het zuiden Bellingwolde in en in het noorden bij de Oudeschanskerweg lag het eindstation. In 1912 werd deze maatschappij overgenomen door de nieuw opgerichte Stoomtramweg-Maatschappij Oostelijk Groningen, die deze lijn ombouwde tot een stoomtramlijn. In 1917 reed de eerste stoomtram. In 1948 werd het vervoer per tram beëindigd en vervangen door een bus, anno 2021 Qbuzz lijn 12 die de verbinding vormt naar Winschoten en Bad Nieuweschans. De remise van de OG aan de weg naar Oudeschans is nog steeds aanwezig.
Bellingwolde ligt aan de N369 die in Blijham aansluiting geeft op de N368 en in Duitsland uiteindelijk op de A 31.

## Geboren in Bellingwolde
- Jan Uniken (1704-1782), koopman en vervener
- mr. Eduard Koning (1824-1892), burgemeester van Wedde
- Johannes Jacobus van Bakkenes (1843-1894), burgemeester
- Simon Pompeus ter Cock (1848-1911), burgemeester
- Gezienus Koolhof (1885-1973), architect
- Jacobus Esso Oterdoom (1890-1957), burgemeester
- Hendrik Verburg (1895-1973), kunstschilder en tekenaar
- Hendrik Jan van der Molen (1911-2005), hoofdcommissaris van Amsterdam
- Lou Ottens (1926-2021), ingenieur en uitvinder
- Jan Mulder (1945), ex-voetballer en columnist

## Oude kaarten
- Schetskaart van het karspel Bellingwolde of het Bellingwolderzijlvest, 2e helft 18e eeuw (2e exemplaar)
- Generale kaart van het karspel Bellingwolde bevattende het geheele ontwerp om door het plaatsen van molens en het leggen van de nodige afsluit dijken, 1828.
- Kaart van de gemeente Bellingwolde, 1867